# Centre Parroquial Sant Vicenç de Sarrià

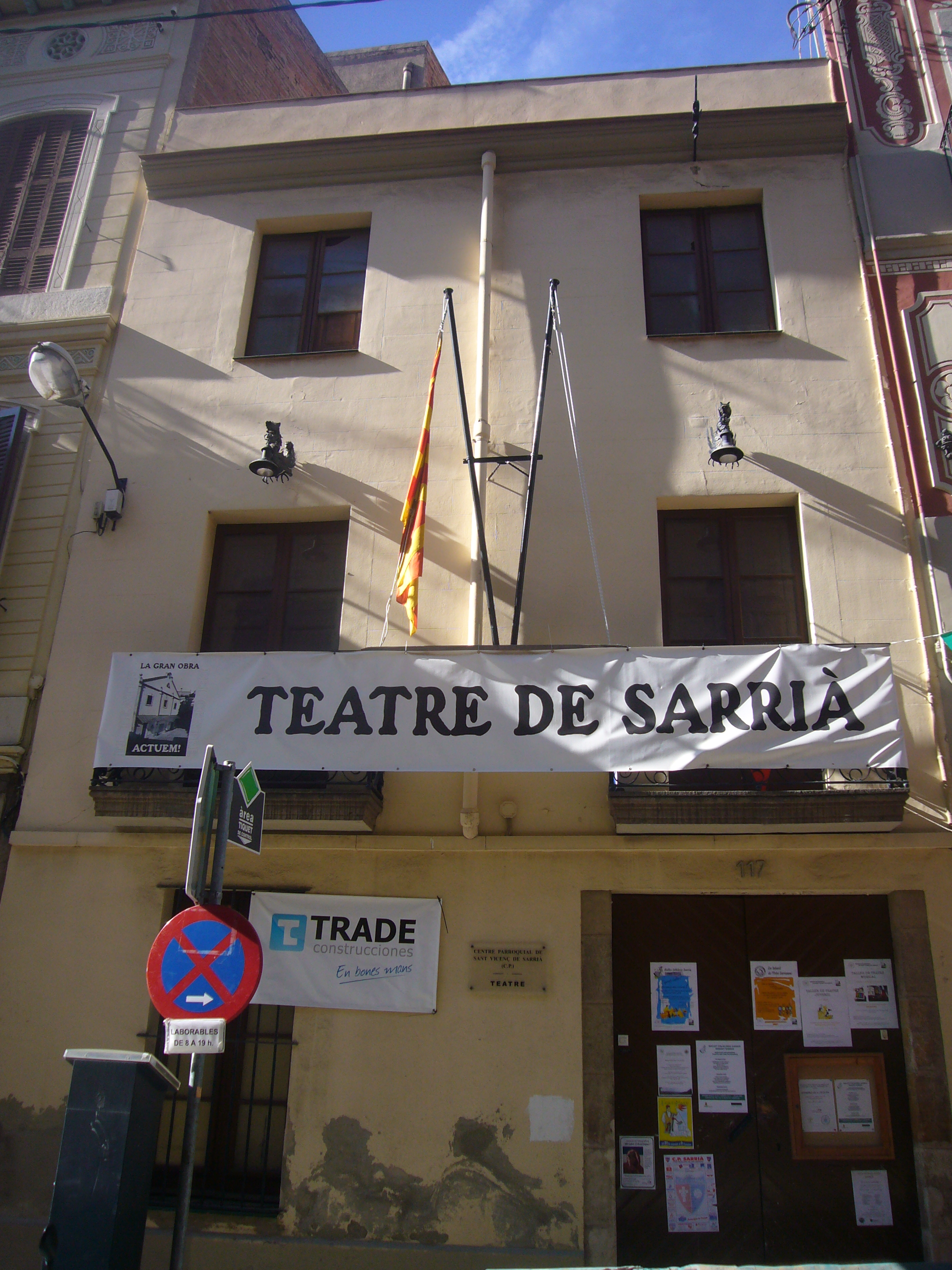
Edifici antic del Centre Parroquial i entrada històrica del Teatre de Sarrià

El Centre Parroquial Sant Vicenç de Sarrià és una entitat dependent de la parròquia de Sant Vicenç de Sarrià, de Barcelona. El centre fou constituït l'any 1943 com a continuació de l'Institut Sant Josep, que l'any 1907 va fundar-se en aquesta parròquia a partir de l'Acadèmia Josefina, creada el 1896 per a oferir formació i esbarjo per a laics. El centre compta també amb seccions dedicades al futbol, l'esplai, la catequesi o la cooperació, i acull grups de teatre, música, escacs i cosidores.

## Pastorets
Des de l'any 1907, el Centre Parroquial de Sant Vicenç de Sarrià representa els Pastorets de L'estel de Natzaret, el drama líric sobre el naixement de Jesús, amb text de Ramon Pàmies i música de mossèn Miquel Ferrer. Fou compost el 1891 i estrenat el 1903 al Centre Catòlic de Gràcia. Llevat dels tres anys de la guerra, les representacions d'aquesta versió dels Pastorets s'han fet ininterrompudament, amb la participació del grup de teatre amateur La Bambolina Negra, l'Orquestra l'Inquietudine, els cantaires de l'Orfeó Sarrianenc i la secció infantil de l'Esbart Sarrià. L'obra es representa al Teatre de Sarrià. Tots aquests grups que treballen en l'escenificació de L'estel de Natzaret són seccions del Centre Parroquial de Sant Vicenç de Sarrià.
El Nadal de 1905 l'obra fou vista pels socis de l'Institut de Sant Josep -actual Centre Parroquial Sant Vicenç de Sarrià- Josep Gallés, Ramon Martí i Josep Recasens, que quedaren entusiasmats i engrescaren els altres socis de l'entitat a portar-la a Sarrià. La primera representació hi tingué lloc l'1 de gener de 1907 al teatre de l'Institut, actual Teatre de Sarrià, amb acompanyament de piano i amb la participació del nen Josep Vicenç Foix, en el paper del rabadà Nataniel, i d'un jove Àngel Obiols en el paper del sacerdot Uries. Des de llavors l'obra no ha deixat de representar-se a Sarrià pel temps de Nadal, fora dels anys de la guerra civil espanyola, sempre al mateix Teatre de Sarrià.